# Богдановка (Борский район)
Богдановка — село в Борском районе Самарской области России. Входит в состав сельского поселения Новый Кутулук.

## География
Село находится в восточной части Самарской области, в степной зоне, на юго-восточном берегу Кутулукского водохранилища, на расстоянии примерно 19 километров (по прямой) к северо-западу от села Борского, административного центра района. Абсолютная высота — 70 метров над уровнем моря.
Климат
Климат характеризуется как резко континентальный, с морозной малоснежной зимой и жарким сухим летом. Средняя температура воздуха самого тёплого месяца (июля) — 21 °C; самого холодного (января) — −14 °C. Среднегодовое количество атмосферных осадков составляет 350 мм.
Часовой пояс
Село Богдановка, как и вся Самарская область, находится в часовой зоне МСК+1. Смещение применяемого времени относительно UTC составляет +4:00.

## Население
| 2010 |
| ---- |
| 173  |

Половой состав
По данным Всероссийской переписи населения 2010 года в гендерной структуре населения мужчины составляли 51,4 %, женщины — соответственно 48,6 %.
Национальный состав
Согласно результатам переписи 2002 года, в национальной структуре населения русские составляли 77 % из 188 чел.